# Алекс Кінгстон
Александра Елізабет «Алекс» Кінгстон (нар. 11 березня 1963) — англійська акторка. Найбільше відома завдяки ролям Елізабет Корді у серіалі NBC Швидка допомога та Рівер Сонг у Доктор Хто.

## Біографія
Кінгстон народилася у місті Епсом, Суррей. Вона була старшою із трьох дочок Ентоні Кінґстона та його дружини-німкені. Дядько Кіґстон — актор Волтер Реннайзен, менший брат її матері.
На акторську кар'єру Кінгстон надихнула одна із вчительок у її школі. Алекс зіграла роль місіс Фітцпатрік у спектаклі театру Surrey County Youth Theatre Том Джонс, де також грали Шон Пертві та Том Дейвісон. Пізніше вона закінчила трирічний курс у Королівській академії драматичного мистецтва.
Під час навчання Кінгстон зустріла актора Ральфа Файнса. Вони зустрічалися 10 років і одружилися у вересні 1993. 28 жовтня 1997 року вони розлучилися: Файнс залишив Алекс заради своєї партнерки за п'єсою «Гамлет» Франчески Анніс.
29 грудня 1998 року Кінгстон вдруге вийшла за між за німецького письменника та журналіста Флоріана Гартела. Вони зустрічалися рік після побачення наосліп, що їм організували їхні друзі. Вони мають спільну доньку Салом Віолету Гартел, яка народилася 28 березня 2001.
Зараз Кінгстон живе у США, окремо від своєї сім'ї.

## Кар'єра
На початку кар'єри Кінгстон грала у багатьох британських серіалах, у тому числі в культовому «Суто англійське убивство». Також вона зіграла у фільмі Кухар, крадій, його дружина та її коханець.
У вересні 1997 Кінгстон здобула популярність у США після того, як її затвердили на роль Елізабет Корді (хірурга із Британії) у медичному серіалі Швидка допомога. Її перша поява випала на прем'єру четвертого сезону. Вона виконувала цю роль протягом семи сезонів до жовтня 2004 року. Навесні 2009 вона повернулася до серіалу у двох епізодах його фінального п'ятнадцятого сезону.
У 2006 році Кінгстон виконала роль сестри Ретчед в адаптації театру West End фільму Політ над гніздом зозулі. В інтерв'ю того часу вона зазначила, що її не взяли на роль Лінетт Скаво у серіалі ABC Відчайдушні домогосподарки за те, що вона виглядає «надто спокусливо». У тому ж інтерв'ю вона зізналася, що роздумувала про самогубство після розлучення із Ральфом Файнсом.
У 2008 році Кінґстон взяла участь у серіалі Доктор Хто: у двосерійній історії «Тиша в бібліотеці»/«Ліс мерців» вона виконала роль Рівер Сонг. За її словами, вона вважала, що її персонаж буде лише «на одну історію», але була приємно здивована, коли дізналася, що Рівер Сонг стане постійним персонажем. Наразі вона знялася у 12 епізодах.
Того ж року вона виконала роль місіс Беннет в екранізації роману Джейн Остін Гордість і упередження каналу ITV. У жовтні вона з'явилася в одному з епізодів серіалу CSI: Місце злочину.
У 2009 і 2010 роках вона знялася у двої епізодах серіалу Закон і порядок: Спеціальний загін. Також у 2009 році вона зіграла в серіалі Проблиски майбутнього.
У 2011 році Кінгстон зіграла камео у спін-оффі серіалу Анатомія Грей Приватна практика.

## Фільмографія
| Рік    | Фільм                                      | Роль                  | Примітки                       |
| ------ | ------------------------------------------ | --------------------- | ------------------------------ |
| 1980   | Ризиковані із Сент-Трініана                |                       | не вказана в титрах            |
| 1980   | Grange Hill                                | Джил Гаркорт          | (3 епізоди)                    |
| 1987   | Убивство на біржі                          | Еллен                 | Міні-серіал (2 епізоди)        |
| 1988   | Суто англійське вбивство                   | різні ролі            | 4 епізоди (1988—1995)          |
| 1989   | Hannay                                     | Кірстер Ларссен       | 1 епізод                       |
| 1989   | Гра для одного                             | Даніела               | 1 епізод                       |
| 1989   | Кухар, крадій, його дружина та її коханець | Адела                 |                                |
| 1992   | Covington Cross                            | Гелен                 | 1 епізод                       |
| 1993   | Закордонні справи                          | Акторка               | ТВ-фільм                       |
| 1993   | Солдат Солдат                              | Урсула Крелінґ        | 1 епізод                       |
| 1994   | Жінка Вовка                                | Жінка                 | ТВ-фільм, озвучення            |
| 1994   | Контакт для метелика                       |                       |                                |
| 1994   | Крокодиляче взуття                         | Каролін Керрісон      | 5 епізодів                     |
| 1995   | Керрінґтон                                 | Франсез Партидж       |                                |
| 1995   | Лазутчик                                   | Анна                  |                                |
| 1996   | Стук                                       | Кетрін Робертс        | 13 епізодів                    |
| 1996   | Молль Флендерс                             | Молль Флендерс        | ТВ-фільм                       |
| 1996   | Сент-Екз                                   | жінка                 |                                |
| 1997   | Зброя масового ураження                    | Веріті Ґрем           | ТВ-фільм                       |
| 1997   | Швидка допомога                            | Елізабет Корді        | 160 епізодів (1997—2004, 2009) |
| 1998   | Круп'є                                     | Джейні де Вільєрс     |                                |
| 1999   | Відстань між нами                          | Петернель             |                                |
| 2000   | Хлопці з Ессексу                           | Ліза Лок              |                                |
| 2003   | Будіка                                     | Будіка                | Войовнича королева у США       |
| 2005   | Пригоди Посейдона                          | Сюзанн Гаррісон       | ТВ-фільм                       |
| 2005   | Мила земля                                 | Брауні                |                                |
| 2005   | Безслідно                                  | Люсі Костін           | 1 епізод                       |
| 2006   | Альфа Доґ                                  | Тіффані Гартуніан     |                                |
| 2007   | Аварія                                     | Діана Фрід            |                                |
| 2008   | Заморозка                                  | Серена Вілсон         | 1 епізод                       |
| 2008   | Гордість і упередження                     | місіс Беннет          | 4 епізоди                      |
| 2008   | CSI: Місце злочину                         | Патриція Елвік        | 1 епізод                       |
| з 2008 | Доктор Хто                                 | Рівер Сонг            | Наразі з'явилася у 13 епізодах |
| 2009   | Sordid Things                              | Ів Манчестер          |                                |
| 2009   | Надія                                      | Еллі Леґден           | 8 епізодів                     |
| 2009   | Проблиски майбутнього                      | Інспектор Фіона Бенкс | 3 епізоди                      |
| 2009   | Закон і порядок: Спеціальний загін         | Міранда Понд          | 4 епізоди                      |
| 2010   | Бен Гур                                    | Рут                   | 2 епізоди                      |
| 2010   | Зухвалі                                    | Шейла                 | Пост-продакшн                  |
| 2011   | Як божевільний                             | Джекі                 |                                |
| 2011   | Приватна практика                          | Марла Томпкінс        | серіал                         |
| 2011   | Marchlands                                 | Гелен Мейнард         | 5 епізодів                     |
| 2011   | Teaching awards 2011                       | -                     |                                |
| 2012   | Вверх і вниз                               | Бланш Моттершид       | 6 епізодів                     |
| 2012   | Морська поліція: Спецпідрозділ             | Міранда Пеннебейкер   | 1 епізод                       |
| 2013   | Стріла                                     | Дайна Ленс            | серіал                         |
| 2018   | Відкриття відьом                           | Сара Бішоп            | серіал                         |

## Нагороди і номінації
| Рік  | Нагорода                   | Номінація                                          | Статус    |
| ---- | -------------------------- | -------------------------------------------------- | --------- |
| 1996 | BAFTA                      | Найкраща акторка за «Молль Флендерс»               | Номінація |
| 1998 | Screen Actors Guild Award  | Чудова гра у колективі за серіал «Швидка допомога» | Перемога  |
| 1999 | Screen Actors Guild Award  | Чудова гра у колективі за серіал «Швидка допомога» | Перемога  |
| 2001 | Screen Actors Guild Awards | Чудова гра у колективі за серіал «Швидка допомога» | Номінація |
| 2001 | Screen Actors Guild Awards | Чудова гра у колективі за серіал «Швидка допомога» | Номінація |
| 2008 | Doctor Who Magazine Award  | Найкраща жіноча епізодична роль                    | Перемога  |
| 2009 | TV Land Icon Award         | За серіал «Швидка допомога»                        | Перемога  |
| 2010 | Doctor Who Magazine Award  | Best Supporting Actress                            | Перемога  |
| 2012 | SFX                        | Найкраща акторка за «Доктор Хто»                   | Перемога  |